# Valeri Asiàtic
Valeri Asiàtic (en llatí Valerius Asiaticus) va ser un magistrat romà del segle ii. Formava part de la gens Valèria, una de les més antigues famílies romanes
Va ser cònsol romà sota l'emperador Hadrià, l'any 125, juntament amb Tici Aquilí. Els Fasti el mencionen.